# Prisión de Estremera
El Centro Penitenciario Madrid VII, conocido comúnmente como Prisión de Estremera, es un centro penitenciario de la Secretaría General de Instituciones Penitenciarias, ubicado en el término municipal de Estremera, en la Comunidad de Madrid (España). Fue inaugurada en 2008 por el entonces ministro del Interior, Alfredo Pérez Rubalcaba. Está situada en el límite provincial entre Madrid y Cuenca, y cuenta con 1180 celdas de 11 m² distribuidas en 16 módulos, con capacidad para acoger 1500 internos.
Su coste fue de unos 100 millones de euros, y ocupa una superficie construida de 91 761 m².

## Características
Inaugurada el 15 de julio de 2008, la de Estremera es la prisión más moderna de la comunidad de Madrid, y también la más apartada del centro de la ciudad. Cuenta con las más modernas dotaciones y servicios para los internos, por lo que a su inauguración fue conocida como la cárcel 5 estrellas. A pesar de sus medidas de seguridad, es la cárcel de España en la que más agresiones sufren sus funcionarios, alcanzando la cifra de 124 agresiones en seis años.
Este centro penitenciario cuenta con una superficie construida de 91 761 m², sobre una superficie total de 365 730 m². Cuenta con 1180 celdas de 11 m², distribuidas en 16 módulos, con capacidad para acoger 1500 internos. Dispone de todas las instalaciones propias de una nueva macrocárcel, incluyendo talleres productivos de distintos productos.
Se da la circunstancia de que Francisco Granados, que inauguró la prisión junto al ministro del Interior en 2008 como consejero de Presidencia, Justicia e Interior de la Comunidad de Madrid, fue recluido en la misma en 2014 por su implicación en la trama Púnica. Otros internos célebres que han pasado por el centro son Torbe, Luis Pineda, José Manuel Villarejo y los líderes del proceso independentista catalán Oriol Junqueras, Joaquim Forn, Raül Romeva, Jordi Turull, Josep Rull, Carles Mundó y Santi Vila.